# Acktjärnsåsens naturreservat
Acktjärnsåsens naturreservat är ett naturreservat i Torsby kommun i Värmlands län.
Området är naturskyddat sedan 2018 och är 30 hektar stort. Reservatet ligger på en brant vid västra stranden av Acktjärnen och består av gammal granskog ned inslag av äldre tallar och lövträd.